# 萬卡韋利卡區

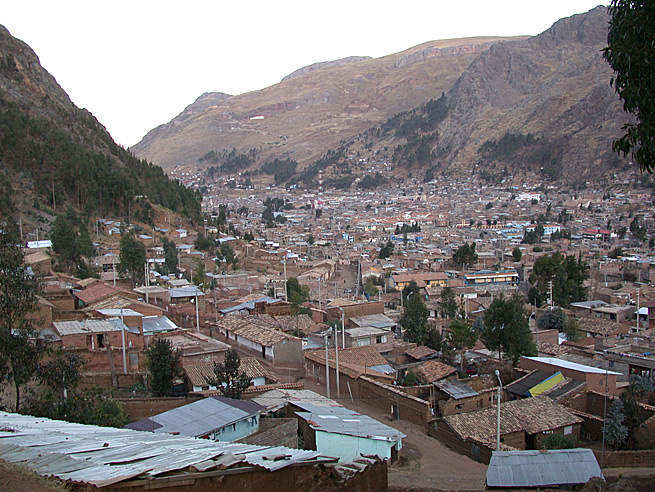

萬卡韋利卡區（西班牙語：Distrito de Huancavelica），是秘魯的一個區，位於該國中南部萬卡韋利卡大區的萬卡韋利卡省，面積514.1平方公里，海拔高度3,660米，2005年人口37,184，人口密度每平方公里72人。